# مارتين باسو
مارتين باسو (بالإسبانية: Martín Basso)‏ هو سائق سيارة سباق أرجنتيني، ولد في 26 يوليو 1974.

## وصلات خارجية
- مارتين باسو على موقع DriverDB.com (الإنجليزية)